# Mark S. Schweiker
Mark Stephen Schweiker, född 31 januari 1953 i Levittown, Pennsylvania, är en amerikansk republikansk politiker. Han var Pennsylvanias viceguvernör 1995–2001 och därefter guvernör 2001–2003.
Schweiker studerade vid Bloomsburg University of Pennsylvania och Rider University. Han var sedan verksam i affärslivet, bland annat på Merrill Lynch. År 1994 valdes han till viceguvernör med omval 1998. Guvernör Tom Ridge avgick 2001 och efterträddes av Schweiker. Han beslutade att inte ställa upp i guvernörsvalet 2002.